# Primula arctica
Primula arctica là một loài thực vật có hoa trong họ Anh thảo. Loài này được Koidz. miêu tả khoa học đầu tiên năm 1911.